# Liste der Biografien/Carc
Liste der Biografien |
Portal Biografien |
Personensuche
# |
A |
B |
C |
D |
E |
F |
G |
H |
I |
J |
K |
L |
M |
N |
O |
P |
Q |
R |
S |
T |
U |
V |
W |
X |
Y |
Z |
?
 
Ca |
Cb |
Cc |
Ce |
Ch |
Ci |
Cj |
Ck |
Cl |
Cm |
Cn |
Co |
Cr |
Cs |
Ct |
Cu |
Cv |
Cw |
Cy |
Cz
 
Caa–Cag |
Cah |
Cai |
Caj |
Cak |
Cal |
Cam |
Can |
Cao–Cap |
Caq |
Car |
Cas |
Cat–Caz
 
Cara |
Carb |
Carc |
Card |
Care |
Carf |
Carg |
Carh |
Cari |
Carj |
Cark |
Carl |
Carm |
Carn |
Caro |
Carp |
Carq |
Carr |
Cars |
Cart |
Caru |
Carv |
Carw |
Cary |
Carz
Die Liste der Biografien führt alle Personen auf, die in der deutschsprachigen Wikipedia einen Artikel haben. Dieses ist eine Teilliste mit 30 Einträgen von Personen, deren Namen mit den Buchstaben „Carc“ beginnt.

## Carc

### Carca
- Cárcamo, Alexis (* 1984), chilenischer Fußballspieler
- Cárcamo, Juan Manuel (* 1974), honduranischer Fußballspieler
- Carcan, René (1925–1993), belgischer Künstler
- Çarçani, Adil (1922–1997), albanischer Premierminister
- Carcano, Carlo (1891–1965), italienischer Fußballspieler und -trainer
- Carcano, Michele (1427–1484), italienischer Franziskanerprediger
- Carcaño, Minerva G. (* 1954), US-amerikanische, methodistische Bischöfin
- Carcasi, Giulia (* 1984), italienische Schriftstellerin
- Carcassés, Bobby (* 1938), kubanischer Jazzmusiker und Komponist
- Carcassés, Roberto (* 1972), kubanischer Jazzpianist und Filmkomponist
- Carcassi, Matteo (1796–1853), italienischer Gitarrist und KomponistMatteo Carcassi (1796–1853)

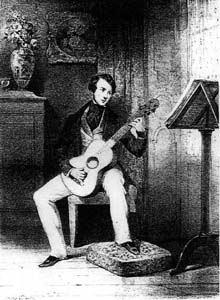
Matteo Carcassi (1796–1853)

- Carcassonne, Philippe (* 1955), französischer Filmproduzent
- Carcassonne, Roger (1903–1992), französischer Politiker
- Carcaterra, Lorenzo (* 1954), US-amerikanischer Schriftsteller
- Carcavi, Pierre de († 1684), französischer Mathematiker und Bibliothekar

### Carce
- Carcela-González, Mehdi (* 1989), belgisch-marokkanischer Fußballspieler
- Carcelén, Roberto (* 1970), peruanischer Skilangläufer
- Carcenac, Thierry (* 1950), französischer Politiker, Mitglied der Nationalversammlung
- Carcenat, Benoît (* 1978), französischer Koch
- Càrceres, Bartomeu, katalanischer Komponist und Textdichter

### Carch
- Carchia, Gianni (1947–2000), italienischer Philosoph

### Carci
- Carcieri, Donald (* 1942), US-amerikanischer Politiker
- Carcillo, Daniel (* 1985), kanadischer Eishockeyspieler
- Carciola, Adriano (* 1987), deutscher Eishockeyspieler
- Carciola, Fabio (* 1985), deutscher Eishockeyspieler
- Carciotto, Giulia (* 1975), italienische Kunsthistorikerin und -redakteurin

### Carco
- Carco, Francis (1886–1958), französischer Autor
- Carcone, Michael (* 1996), kanadischer Eishockeyspieler
- Carcopino, Jérôme (1881–1970), französischer Althistoriker

### Carcu
- Carcupino, Fernando (1922–2003), italienischer Maler